# 신조 나오사다
신조 나오사다(일본어: 新庄直定)는 아즈치모모야마 시대부터 에도 시대 전기에 걸친 무장(다이묘)이다. 히타치 아소 번 제2대 번주. 초대 번주 신조 나오요리(新庄直頼)의 장남이다. 어머니는 사쿠마 모리시게(佐久間盛重)의 딸. 자식은 나오요시(直好) 등. 관위는 종오위하, 에치젠노카미.
| 전임 신조 나오요리 | 제2대 아소 번 번주 (신조가) 1613년 ~ 1618년 | 후임 신조 나오요시 |